# 勒兰冈
勒兰冈（法語：Leulinghem，法語發音：[lœlɛ̃ɡɑ̃]）是法国上法蘭西大區加来海峡省的一个市镇，属于圣奥梅尔区。

## 地理
勒兰冈（50°44'6"N, 2°9'51"E）面积4.72 平方千米，位于法国上法蘭西大區加来海峡省，该省份为法国北部沿海省份，西北濒北海，南至索姆省，东临北部省。
与勒兰冈接壤的市镇（或旧市镇、城区）包括：聚多斯克、凯尔姆、塞克、维斯克、圣马丹莱塔坦盖姆。
勒兰冈的时区为UTC+01:00、UTC+02:00（夏令时）。

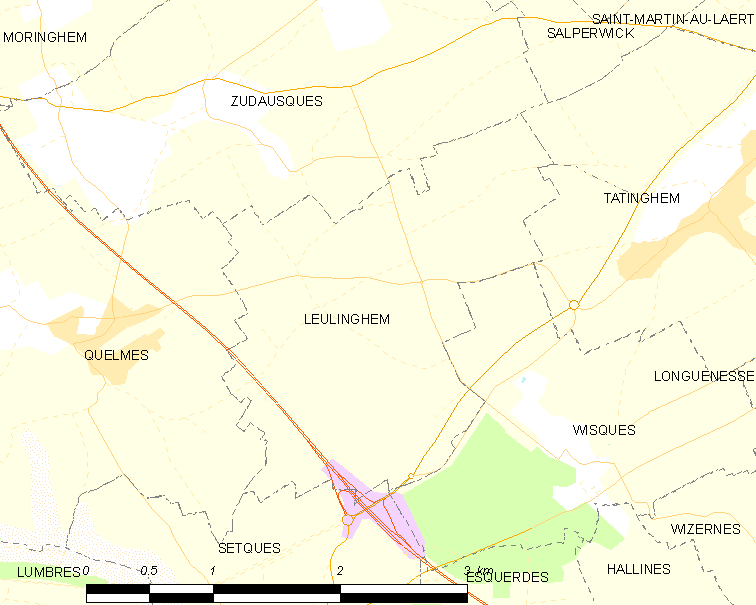
勒兰冈的OSM定位图

## 行政
勒兰冈的邮政编码为62500，INSEE市镇编码为62504。

## 政治
勒兰冈所属的省级选区为兰布尔县。

## 人口

1962-2008年间勒兰冈人口变化图示

勒兰冈于2022年1月1日时的人口数量为263人。